# 都蘭山
都蘭山（卑南語： 或 ；海岸阿美語以神祇 ）是臺灣海岸山脈南「端」的最高山，海拔1189.9公尺，坐落於臺東縣延平鄉鸞山村與東河鄉都蘭村交界，為此二村境內的最高點，山頂立有日治時期設置的一等三角點。該山為中新統或上新統之都巒山層的標準地，與海岸山脈的其他山峰同為菲律賓海板塊西緣火山島弧的造山運動所形成。山脊西南方連接劍山、利基利基山等山，東北方經八里芒山、即哈那拉山、跋都山等山，在大馬武窟山以馬武窟溪與都歷山相隔，此段稜線也被特稱為都蘭山列。
都蘭山位處卑南族與阿美族的傳統領域交界，亦為此二族的聖山，其中卑南族的南王部落視都蘭山為其發源地。兩族曾為爭奪山區的自然資源而爆發衝突，後來雙方達成和平協議，立石碑為界，互不侵犯，衝突始告平息。一說現今都蘭山步道2.3公里處的「普悠瑪」祭臺，即為當時所立的石碑。「都蘭山」一名亦曾被記為都鑾山、都巒山或都鸞山，皆得名自都蘭山西麓的都蘭部落。標示出都蘭山名稱的地圖可回溯至日治初期，但「都峦」這個名稱最晚在清治後期的地圖中已經出現。都蘭山又名「台東富士山」，因山形似富士山，日治時代稱之為「台東富士」而來。

## 卑南文化
台灣目前保存最完整的新石器時代遺址，也就是卑南遺址，一直都與都蘭山有著密不可分的關係，在卑南遺址的村落往北邊望去，就是村人們心中的聖山都蘭山。而考古挖掘出土的所有石棺所葬的方向也都朝北，表現出族人們希望逝者靈魂歸往聖山的信仰。

## 外部連結
- 都蘭山步道 - 山林悠遊網 （页面存档备份，存于）
- 都蘭山登山步道 - 台東觀光旅遊網 （页面存档备份，存于）
- 林務局 - 自然步道 - 都蘭山步道 （页面存档备份，存于）